# Metropolia Fryburga Bryzgowijskiego

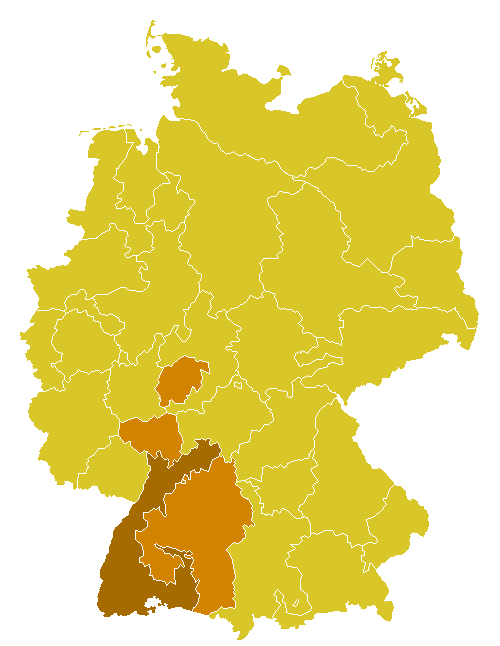
Metropolia fryburska

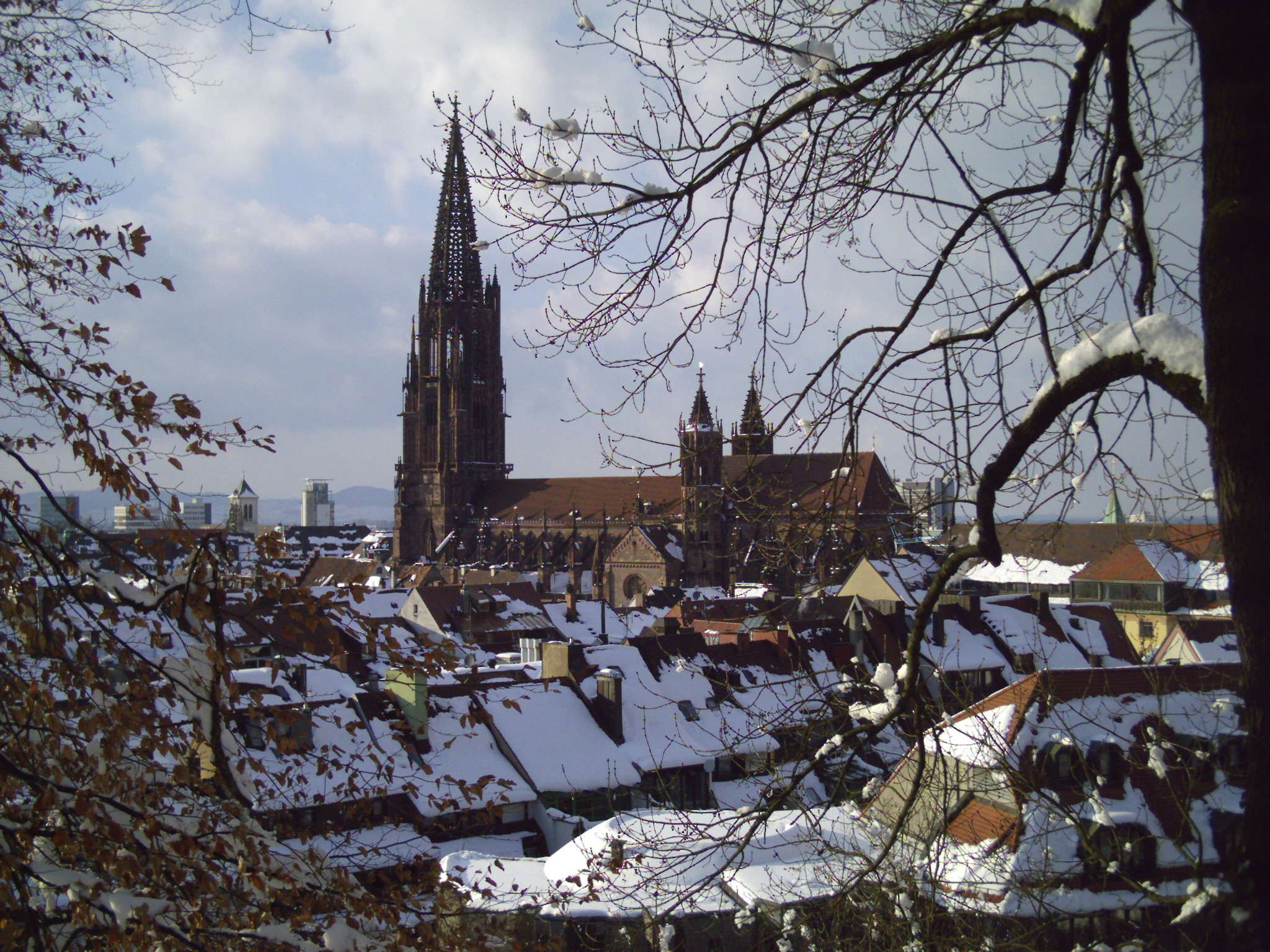
Katedra fryburska

Metropolia Fryburga Bryzgowijskiego (także Metropolia górnoreńska) – jedna z 7 metropolii obrządku łacińskiego w niemieckim Kościele katolickim.

## Dane ogólne
- Powierzchnia: 43 421 km²
- Ludność: 13 029 313
  - Katolicy: 4 464 460
  - Udział procentowy: 34,3 %
- Księża:
  - diecezjalni: 1897
  - zakonni: 317
- Zakonnicy: 374
- Siostry zakonne: 2231

Dane aktualne na 22 listopada 2024.

## Geografia
Metropolia fryburska obejmuje swoim zasięgiem landy: Badenia-Wirtembergia oraz środkową część Hesji.

## Historia
Pierwotnie tereny te podlegały metropolii Moguncji (780/782-1805), która została zniesiona w wyniku konkordatu z 1801 r., zawartego między Napoleonem I a papieżem Piusem VII.
Po kongresie wiedeńskim Francja wróciła do swoich granic sprzed 1795 r. Umożliwiło to reorganizację kościoła na terenie Związku Niemieckiego. W 1821 r. erygowano nową metropolię kościelną na terenie południowo-zachodnich Niemiec – Oberrheinische Kirchenprovinz ze stolicą we Fryburgu Bryzgowijskim, której przydzielono jako sufraganie diecezję Rottenburga-Stuttgartu i diecezję Moguncji.

## Podział administracyjny
1. Archidiecezja Fryburga Bryzgowijskiego
2. Diecezja Rottenburga-Stuttgartu
3. Diecezja Moguncji